# Districtul Bang Phae
Bang Phae (în thailandeză บางแพ) este un district (Amphoe) din provincia Ratchaburi, Thailanda, cu o populație de 44.562 de locuitori și o suprafață de 172,596 km².

## Componență
Districtul este subdivizat în 7 subdistricte (tambon), care sunt subdivizate în 65 de sate (muban).
| Nr. | Nume      | În thailandeză | Locuitori |
| --- | --------- | -------------- | --------- |
| 1.  | Bang Phae | บางแพ          | 08,451    |
| 2.  | Wang Yen  | วังเย็น          | 07,776    |
| 3.  | Hua Pho   | หัวโพ           | 04,746    |
| 4.  | Wat Kaeo  | วัดแก้ว          | 05,825    |
| 5.  | Don Yai   | ดอนใหญ่         | 03,784    |
| 6.  | Don Kha   | ดอนคา          | 03,447    |
| 7.  | Pho Hak   | โพหัก           | 10,533    |